# گمینا لیسوو
گمینا لیسوو (به لهستانی:  Gmina Lisewo) یک گمینا در لهستان است که در شهرستان خومنو واقع شده‌است. گمینا لیسوو ۸۶٫۲ کیلومتر مربع مساحت و ۵٬۲۵۹ نفر جمعیت دارد.